# Те-Ке
Тип 97, «2597», «Те-Ке» — японский малый танк времён Второй мировой войны. По западной классификации относился к танкеткам. Был разработан для замены устаревшего малого танка Тип 94 и находился в производстве с 1937 по 1942 год. Оказался удачной конструкцией и активно использовался в Китае, Бирме, Малайе и на островах Тихого океана до самого конца войны.
В войсках «Те-Ке» применялся обычно для разведки, связи и задач охранения, но высокие для своего класса характеристики позволяли порой использовать его и для поддержки пехоты. Помимо этого, как и большинство танкеток, он использовался в роли бронированного тягача.

## История создания
Очевидная слабость вооружения малого танка Тип 94 заставила японцев искать возможности его усиления уже вскоре после начала серийного выпуска. В 1935 году был построен прототип с 37-мм пушкой, но рассчитанная на пулемёт башня оказалась слишком тесной, а орудие — слишком мощным для столь лёгкой машины. В сентябре 1937 года фирмой «Мицубиси» был построен первый прототип нового танка, сохранявший компоновку танка Тип 94 с передним расположением двигателя. Несмотря на то, что испытания показали значительное его превосходство над предшественниками, было решено отказаться от переднемоторной компоновки из-за того, что размещение командира и механика-водителя в разных отсеках мешало координации действий экипажа. К ноябрю того же года был готов второй прототип танка, с размещением двигателя в кормовой части танка, а механика-водителя и командира — в объединённом переднем отделении. Также, перемещение моторного отделения позволило изменить конструкцию двигателя, повысив его мощность с 60 до 65 л. с. По результатам испытаний обоих прототипов, лучшим был признан вариант классической компоновки, который и был принят на вооружение под обозначением Тип 97.
Серийно «Те-Ке» выпускался с 1937 по 1942 год; общий выпуск, по разным данным, составил от 593 до 616 машин, не считая конструкций на его базе, подавляющее большинство из которых было произведено в 1939—1940 годах.

## Конструкция
Компоновка танка с задним расположением двигателя и передним — агрегатов трансмиссии. Отделение управления объединено с боевым. Экипаж состоял из двух человек — механика-водителя и командира, выполнявшего также функции наводчика-заряжающего. Радиостанция на танках отсутствовала.
Корпус танка собирался из катаных поверхностно закалённых броневых листов на каркасе из подкладных труб и уголков, при помощи болтов и заклёпок, в некоторых местах при помощи сварки. Сильно наклонённая верхняя лобовая деталь имела толщину 12 мм, а бортовые листы с меньшими углами наклона имели, что очень необычно для танков, бо́льшую толщину — 16 мм. С внутренней стороны корпуса крепился асбестовый подбой, частично защищавший экипаж от осколков и рикошетирующих пуль, а также предохранявший от ударов о броню. Какие-либо смотровые приборы отсутствовали, всё наблюдение за полем боя велось через смотровые щели, не закрытые бронестёклами. В корпусе и башне танка имелись бойницы для стрельбы из личного оружия, закрывавшиеся заслонками.
Основным вооружением танка являлась 37-мм пушка Тип 94, с клиновым затвором, аналогичная пушке лёгкого танка «Ха-Го» ранних выпусков. Её бронебойный снаряд массой 0,67 кг при начальной скорости 575 м/с на дистанции 300 м пробивал 35 мм брони при угле встречи 90°. Орудие устанавливалось в башне на вертикальных и горизонтальных цапфах, позволявших помимо вертикальной наводки осуществлять также ограниченную наводку в горизонтальной плоскости без поворота башни. Какие-либо механизмы наведения, как и на других ранних японских танках, отсутствовали, наводка осуществлялась качанием орудия при помощи специального плечевого упора. Боекомплект орудия составлял 66 бронебойных и осколочно-фугасных унитарных выстрелов. После модификации на «Те-Ке» ставился также 7,7-мм пулемёт Тип 97, спаренный с пушкой. Боекомплект пулемёта составлял 1750 патронов.
На танках «Те-Ке» устанавливались рядные 4-цилиндровые двухтактные дизели «Икегаи» воздушного охлаждения, мощностью 60 л. с. Трансмиссия танка состояла из главного редуктора, четырёхступенчатой коробки передач, карданного вала, бортовых фрикционов и одноступенчатых бортовых редукторов.
Ходовая часть выполнялась по схожей с Тип 94 поздних серий схеме, с четырьмя опорными катками и опущенным на землю ленивцем, но, в отличие от Тип 94, опорные катки были сдвоенными, а ленивец значительно увеличился в диаметре. Подвеска была выполнена по стандартной для японских танков конструкции Т. Хара — попарно подвешенные на балансирах опорные колёса при помощи системы рычагов соединялись с укрытыми в расположенных вдоль корпуса продольных трубах спиральными пружинами. Гусеницы стальные, мелкозвенчатые с открытым шарниром, с шагом трака 76 мм и шириной 200 мм.

## Машины на базе «Те-Ке»
В ходе японских довоенных экспериментов с радиоуправляемыми танками, на базе «Те-Ке» была построена машина для управления радиоуправляемыми танкетками «Нагаяма» на поле боя, но до серийного выпуска дело так и не дошло.

### Тип 98, «Со-Да»
Поскольку использовать довольно совершенный «Те-Ке» в качестве бронированного тягача, как старые Тип 94, было нерационально, на его базе в 1938 году был создан бронетранспортёр, предназначенный для перевозки грузов или личного состава, а также для использования в роли бронированного тягача. Двигатель был перенесён в переднюю часть слегка удлинённого корпуса, в результате чего в открытом сверху корпусе «Со-Да» мог перевозить 4—6 человек десанта. Было построено около полусотни машин. На базе «Со-Да» выпускались также специализированные машины, такие как машина артиллерийских наблюдателей, кабелеукладчик, машина для запуска разведывательных аэростатов и импровизированная 37- или 47-мм противотанковая САУ, подобная по конструкции САУ «Со-То».

## Боевое применение
Первое боевое применение «Те-Ке» состоялось уже в 1939 году, когда 4 машины из состава 3-го танкового полка приняли участие в боях на Халхин-Голе. «Те-Ке» участия в лобовых атаках на советские позиции не принимали, а использовались по назначению, вследствие чего остались в числе немногих уцелевших в тех боях японских танков.
С началом войны на Тихом океане, «Те-Ке», наряду со всё ещё многочисленными в войсках Тип 94, применялись почти везде, где вели бои японские войска. Малые танки обычно сводились в отдельные танковые роты и занимались ведением разведки, а также применялись как связные машины. Поэтому в боях они участвовали сравнительно редко, несмотря на то, что по своим параметрам лишь немногим уступали лёгким танкам «Ха-Го». Небольшие масса и размеры позволяли порой применять «Те-Ке» для поддержки пехоты там, где не могли пройти даже лёгкие «Ха-Го», например, во время наступления в Малайе в декабре 1941 — январе 1942 года.
После 1945 года большинство «Те-Ке», наряду с другой бронетехникой, захваченной советскими войсками при разгроме Квантунской армии, были переданы Народно-освободительной армии Китая, в которой они использовались до конца 1950-х годов.

## Оценка машины

### Конструкция
«Те-Ке» был довольно типичным продуктом японского танкостроения периода Второй мировой. Корпус машины был крайне ужат даже по японским меркам, что, хоть и позволило увеличить защищённость танка, значительно ухудшало условия работы экипажа. Например, для открытия люка механика-водителя приходилось отворачивать башню, потому как в противном случае люк блокировался стволом пушки. В случае пожара танка заклинивание башни могло стоить механику-водителю жизни. Из-за одноместной башни на командира ложились также обязанности по обслуживанию орудия, что отнюдь не облегчало выполнение его основных обязанностей. Ещё одним следствием крайне ужатой компоновки являлось также отсутствие какой-либо радиостанции даже на машинах позднего выпуска, что серьёзно снижало эффективность танка в разведывательно-связной роли. Помимо этого, бедой «Те-Ке», как и другой японской бронетехники, было отсутствие смотровых приборов, поскольку открытые смотровые щели создавали большой риск поражения экипажа свинцовыми брызгами или даже случайными пулями.
Недостатком «Те-Ке» раннего выпуска являлось и отсутствие пулемёта, но на более поздних машинах это было исправлено, причём пулемёт был размещён в спаренной с пушкой установке — очень необычное решение для японских танков, даже на поздних образцах которых сохранялась установка пулемёта в корме башни, несмотря на продемонстрированную на практике неудачность такого решения.

### Оценка боевого применения
Во Второй мировой японцы сравнительно успешно использовали свои малые танки, собирая их в отдельные роты и отдельные взводы штабного резерва, предназначавшиеся для разведки, а в ходе войны и в качестве связных машин, из-за недостаточно налаженной в войсках системы связи. Также танк поступал в роты бронеавтомобилей в составе кавалерийских и пехотных частей. Помимо своих основных задач, сравнительно мощное вооружение (это был самый лёгкий серийный танк с 37-мм орудием в мире, другие танки схожей массы были вооружены лишь пулемётами, в лучшем случае — 20-мм пушками) в сочетании с неплохой для своего класса защитой и высокой проходимостью, позволяли порой довольно эффективно использовать «Те-Ке» для поддержки пехоты в местностях, недоступных для более тяжёлых машин.
Тем не менее, «Те-Ке» в боях оказывался слабее большинства танков противника, за исключением разве что английских танкеток; впрочем, некоторые из них, вооружённые 12,7-мм пулемётами, вполне могли пробить броню «Те-Ке» бронебойной пулей. Даже против лёгкого танка M3 «Стюарт» устаревшая 37-мм пушка была малоэффективна, тогда как бронирование «Те-Ке» способно было защитить его полностью только от пуль винтовочного калибра.

### Аналоги
По массе «Те-Ке» занимал промежуточное положение между большинством танкеток и лёгкими танками. Наиболее близкими аналогами его можно считать британские лёгкие танки/танкетки Mk VI, советский лёгкий танк Т-40 и французский лёгкий AMR 33. Все они, обладая примерно одинаковым с «Те-Ке» противопульным бронированием, значительно уступали ему в вооружении, на Т-40 состоявшем из 12,7-мм пулемёта или 20-мм пушки, на Mk VI из 12,7-мм пулемёта, а на AMR 33 и вовсе из 7,5-мм пулемёта. Однако все они превосходили «Те-Ке» в подвижности, хотя это и не являлось серьёзным недостатком «Те-Ке» с учётом характера местности на тихоокеанском театре военных действий.

## Где можно увидеть
До нашего времени в музеях и частных коллекциях сохранилось около десятка экземпляров танка Тип 97 Те-Ке и машин на его базе.
- В экспозиции Парка «Патриот», Кубинка, Московская область.
- В экспозиции Национального Военного музея. Сустерберг, Утрехт. Этот экземпляр после капитуляции Японии был захвачен индонезийцами, а в 1947 году был отбит у них голландскими войсками.
- В открытой экспозии Музея Вооруженных сил Мьянмы. Зейя Тири, Нейпьидо. Ранее находился в запущенном состоянии в Военном музее в Кокопо, Папуа — Новая Гвинея.
- В открытой экспозии Военного музея в Кокопо. Разбитый.
- В открытой экспозии Военного музея в Кокопо. Кабелеукладчик на базе Те-Ке.
- Частная коллекция Адамс Бразерс Корпорейшн, Колониа, Понпеи. В ходовом состоянии.
- В экспозиции музея Королевского Австралийского Бронетанкового корпуса. Пакапунял, штат Виктория.
- В собрании Национального Музея бронетанковых войск и кавалерии. Форт-Беннинг, Джорджия.
- В открытой экспозиции Батаанского мемориала. Кэмп Сан Луис Обиспо, Калифорния.
- Частная коллекция. Некомплектный. В ходовом состоянии.

Ещё один танк лежит на морском дне.
- У побережья острова Чуук. В очень плохом состоянии.